# Hont István
Hont István (Budapest, 1947. április 15. – Cambridge, 2013. március 29.) magyar származású politikai eszmetörténész, a Cambridge University Történelem Tanszékének egyetemi tanára.

## Életpályája
Az I. István Gimnáziumban érettségizett. Mérnöknek tanult a Budapesti Műszaki Egyetemen. 1973-ban végzett az ELTE BTK filozófia–történelem szakán. 1973–1975 között a Magyar Tudományos Akadémia Történettudományi Intézetének kutatója volt; gazdaságtörténeti összefoglalókat készített. 1974-ben védte meg bölcsészdoktori disszertációját. 
1975-ben elhagyta az országot, és az Egyesült Királyságban kezdte újra tudományos pályafutását. 1976–1977 között Oxfordban Hugh Trevor-Roper témavezetésével folytatta a skót felvilágosodás tanulmányozását. 1977-ben kutatóösztöndíjas volt az oxfordi Wolfson College-ban. 1978-ban a Cambridge-i King’s College-ba került, ahol Michael Ignatiefffel vezette az újonnan alakított Kutatóközpont Politikai Gazdaságtan és Társadalom 1750-1850 című kutatási projektjét. 
1986–1989 között a Columbia Egyetem politika-tudományi tanszékén oktatott. 1987–1988 között a princetoni Institute of Advanced Study vendégkutatója volt. Visszatért Cambridge-be, ahol a Történelem Tanszéken a politikai gondolkodástörténetet oktatta. 1990 után rendszeresen megfordult Magyarországon is. 1993–1994 között a Collegium Budapest tagja volt.
Vendégtanár volt Chicagóban, a Harvard-on, Göttingenben, Budapesten, Japánban és Jénában.

## Művei
- Wealth and Virtue: The Shaping of Political Economy in the Scottish Enlightenment (Cambridge University Press, 1983)
- Free trade and the economic limits to national politics: neo-Machiavellian political economy reconsidered, in: John Dunn (Hrsg.): The Economic Limits to Modern Politics (Cambridge University Press, 1990)
- The Permanent Crisis of a Divided Mankind: „Contemporary Crisis of the Nation State“ in historical perspective, in: Political Studies 42 (1994)
- Jealousy of Trade: International Competition and the Nation-State in Historical Perspective (Harvard University Press, 2005) ISBN 0-674-01038-8
- The Early Enlightenment Debate on Commerce and Luxury, in: Mark Goldie, Robert Wokler (Hrsg.): The Cambridge History of Eighteenth-Century Political Thought (Cambridge University Press, 2006) S. 379–418
- Politics in commercial society: Jean-Jacques Rousseau and Adam Smith. 6 Vorträge. Postum herausgegeben von Bela Kapossy und Michael Sonenscher (Cambridge, Massachusetts: Harvard University Press, 2015)